# Gintaras Grušas
Gintaras Linas Grušas (Washington, 23 settembre 1961) è un arcivescovo cattolico lituano, dal 5 aprile 2013 arcivescovo di Vilnius e dal 25 settembre 2021 presidente del Consiglio delle conferenze dei vescovi d'Europa.

## Biografia
La famiglia poté ricongiungersi negli Stati uniti solamente 16 anni dopo la fine della Seconda Guerra Mondiale. La madre e la sorella furono parte del ristretto novero di 200 sovietici ai quali le autorità russe, durante la Guerra Fredda, concessero il visto di espatrio negli Stati Uniti. Crebbe con la famiglia nella comunità non incorporata di Agoura, in California.
Dopo aver conseguito la laurea in matematica e scienze dell'informazione all'Università della California a Los Angeles, lavorò per cinque anni come consulente tecnico del reparto promozione e vendite di IBM, che - come dichiarò egli stesso - gli fornì le capacità organizzative e di pianificazione necessarie a qualsiasi pastore della Chiesa.
Proseguì quindi gli studi all'Angelicum di Roma, conseguendo il baccellierato in Teologia Sacra nel 1994. Ordinato sacerdote, ricoprì il ruolo di segretario generale della Conferenza dei Vescovi Lituani fino al 1997. Dal 2011 al 2003 fu rettore del seminario di Vilnius. Nel frattempo aveva conseguito all'Angelicum la licenza e il dottorato in diritto canonico, rispettivamente nel 1999 e nel 2001.
Il 2 luglio 2010 papa Benedetto XVI lo nominò ordinario militare in Lituania; il 4 settembre successivo fu consacrato dal cardinale Audrys Juozas Bačkis.

Il 5 aprile 2013 papa Francesco lo elevò al titolo di arcivescovo di Vilnius, diocesi nella quale si insediò il giorno 23 dello stesso mese, succedendo allo stesso cardinale Bačkis.
Il 9 giugno 2014 fu nominato membro della Congregazione per il clero mentre il 13 luglio 2016 entrò a far parte del Dicastero per la comunicazione.
Dal 28 ottobre 2014 è presidente della Conferenza Episcopale Lituana.
Il 25 settembre 2021 viene eletto presidente del Consiglio delle conferenze dei vescovi d'Europa. 

## Genealogia episcopale e successione apostolica
La genealogia episcopale è:
- Cardinale Scipione Rebiba
- Cardinale Giulio Antonio Santori
- Cardinale Girolamo Bernerio, O.P.
- Arcivescovo Galeazzo Sanvitale
- Cardinale Ludovico Ludovisi
- Cardinale Luigi Caetani
- Cardinale Ulderico Carpegna
- Cardinale Paluzzo Paluzzi Altieri degli Albertoni
- Papa Benedetto XIII
- Papa Benedetto XIV
- Papa Clemente XIII
- Cardinale Enrico Benedetto Stuart
- Papa Leone XII
- Cardinale Chiarissimo Falconieri Mellini
- Cardinale Camillo Di Pietro
- Cardinale Mieczysław Halka Ledóchowski
- Cardinale Jan Maurycy Paweł Puzyna de Kosielsko
- Arcivescovo Józef Bilczewski
- Arcivescovo Bolesław Twardowski
- Arcivescovo Eugeniusz Baziak
- Papa Giovanni Paolo II
- Cardinale Audrys Juozas Bačkis
- Arcivescovo Gintaras Grušas

La successione apostolica è:
- Vescovo Darius Trijonis (2017)